# Rajaberg (Zweden)
De Rajaberg, Zweeds – Fins: Rajavaara, Samisch: Räijivoodads, is een berg annex heuvel in het noorden van Zweden. De Rajaberg ligt in de gemeente Kiruna op minder dan twee kilometer van de grens met Finland. De omgeving van de Rajaberg is de Rajavallei met veel moeras. Het water dat van de westelijke helling komt stroomt naar de Rajarivier. Raja is Fins voor grens.